# Веселе (Вознесенський район)
Весе́ле —  село в Україні, у Мостівській сільській громаді Вознесенського району Миколаївської області. Населення становить 17 осіб. Орган місцевого самоврядування — Мостівська сільська рада.

## Населення

### Мова
Розподіл населення за рідною мовою за даними перепису 2001 року:
| Мова       | Кількість | Відсоток |
| ---------- | --------- | -------- |
| українська | 16        | 94.12%   |
| російська  | 1         | 5.88%    |
| Усього     | 17        | 100%     |